# Irun
Irun (denominazione ufficiale in lingua basca, Irún in castigliano) è un comune spagnolo di 62 920 abitanti (2023) situato nella comunità autonoma dei Paesi Baschi.
Il comune è composto da 8 nuclei abitati dei quali il più popolato è il capoluogo Irun. Attorniata dai monti di granito della Peña de Aia è una moderna città sulla foce del fiume Bidasoa che segna il confine fra Francia e Spagna. Nel mezzo del fiume c'è l'Isola dei Fagiani in condominio fra le due nazioni.
La città dista 18 km da San Sebastián-Donostia capitale della provincia di Gipuzkoa di cui fa parte, 28 km da Bayonne in Francia, 130 km da Bilbao e 150 km da Pamplona. È un nodo ferroviario e stradale, a 7 km dalla città c'è il porto di Pasaia uno dei più importanti di Spagna, e a 3 km l'aeroporto di San Sebastián. La sua economia è basata sul commercio e sui servizi. Fuori dai confini municipali la strada che la unisce a San Sebastián attraversa una zona industrializzata con altiforni e cantieri navali. Nel comune esiste un certo numero di aziende industriali di non grandi dimensioni.
L'evoluzione demografica del comune ha registrato una crescita notevole soprattutto nella seconda metà del secolo scorso come si evince da questi dati: nel 1800 il comune contava 1 180 abitanti che salirono a 9912 un secolo dopo, a 19.995 nel 1950, a 29.814 nel 1960, a 45.060 nel 1970, a 53.945 nel 1981 e a 56.486 nel 2000. Fra le città basche di Hondarribia, Irun e Hendaye è stato costituito un consorzio transfrontaliero che ha nome Bidasoa Txingudi.

## Storia
La presenza di ritrovamenti preistorici nella zona indica che la presenza umana risale al Neolitico. Abbondano i resti romani che si trovano anche nel centro storico della città che fu certamente un importante porto romano col nome di Oiaso o Eiaso. Il nome attuale lo si fa derivare dal vocabolo basco Hiri che significa città per cui Irun significherebbe "buona città" o anche "grande città".
Da documenti scritti risulta che nel 1203 quando da tempo Irun faceva parte del regno di Navarra si legò alla Castiglia in particolare alla città di Fuenterrabía mantenendo però una certa indipendenza, che diventò totale per decreto di Carlos III nel 1766, anno in cui fu dichiarata ufficialmente Villa.
A partire dal XII secolo nella città si congiunsero nel cosiddetto Camino Francés diversi percorsi seguiti dai pellegrini verso Santiago di Compostela e la città si attrezzò ad accoglierli : attualmente da tale città parte il Camino del Norte. La sua posizione geografica di terra di confine i tre regni di Navarra, Castiglia e Francia fece sì che più volte fu scenario di conflitti.
Gli abitanti della provincia di Gipuzkoa per antico privilegio erano esentati dal prestare servizio militare in località diverse dalla loro residenza, ma le città dovevano organizzarsi per avere pronte truppe locali nel caso che le loro terre fossero invase da truppe nemiche. Pur continuando a fare una normale vita civile i cittadini dovevano essere pronti a prestare servizio militare nelle milizie locali e per questo motivo almeno una volta all'anno si doveva effettuare un alarde, cioè una rivista militare in cui venivano controllati gli armamenti, i servizi e la consistenza e l'efficienza degli uomini della città. Questo privilegio ed obbligo insieme finì nel XIX secolo, ma nel 1522 in quella che viene chiamata prima battaglia di San Marcial le milizie cittadine di Irun si scontrarono sul monte di San marcial con truppe franco-navarre sconfiggendole e salvando la città dall'invasione. Nel 1659 si firmò la pace fra Francia e Spagna nell'Isola dei Fagiani sul fiume Bidasoa.
Nel 1813 con la battaglia di San Marcial, che vide le truppe napoleoniche sconfitte, si concluse la cosiddetta guerra d'indipendenza e i Borbone furono poi riportati sul trono. Durante le guerre carliste nel 1863 Irun resistette all'assedio delle truppe di don Carlos. Nel 1864 fu raggiunta dal treno divenendo anche un nodo ferroviario. Nel 1913 le fu concesso il titolo di città. Durante la guerra civile nel 1936 fu evacuata e rasa al suolo dall'esercito repubblicano in ritirata per fare "terra bruciata" intorno ai franchisti avanzanti. La caduta di Irùn rappresentò un duro colpo per la Repubblica.
Ricostruita con moderni edifici o restaurando i principali edifici monumentali dopo la vittoria dei franchisti, si riprese rapidamente e la popolazione iniziò ad aumentare grazie all'immigrazione da altri paesi della Spagna. Con l'entrata della Spagna nella Comunità Europea diminuì per un breve periodo la sua importanza di città di frontiera e doganiera dopo la firma del trattato di Schengen, ma, crescendo poi i traffici e le comunicazioni, la sua economia se ne avvantaggiò.

## Monumenti e luoghi d'interesse

### Nella città
- Il Museo Oiasso di Storia Romana espone il materiale archeologico della città romana di Oiasso;
- Il Museo delle Farfalle del Mondo con collezioni di variopinte farfalle di tutto il mondo;
- La casa consistorial del XVIII secolo con la Pinacoteca comunale;
- La Colonna di San Juan Harria del 1564;
- l'eremo di Santa Elena del X secolo ricostruita nel XIV;
- l'eremo di San Marcial costruita nel 1522 in ricordo della battaglia, incendiata da un fulmine e rifatta nel 1804;
- la chiesa del Juncal fondata nel 1508 e terminata nel 1606;
- l'ospedale Sancho Urdanibia del 1644, incendiato durante la guerra civile del 1936-39 e ricostruito dopo la guerra;
- il palazzo Urdanibia del 1612;
- il palazzo Arbelaiz del XVII secolo.

Interessanti sono il parco ecologico de Plaiaundi in una zona di lagune di acqua dolce e marina ricco di flora e di fauna stanziale e migratoria e il parco ecologico di Peñas de Aya in montagna.

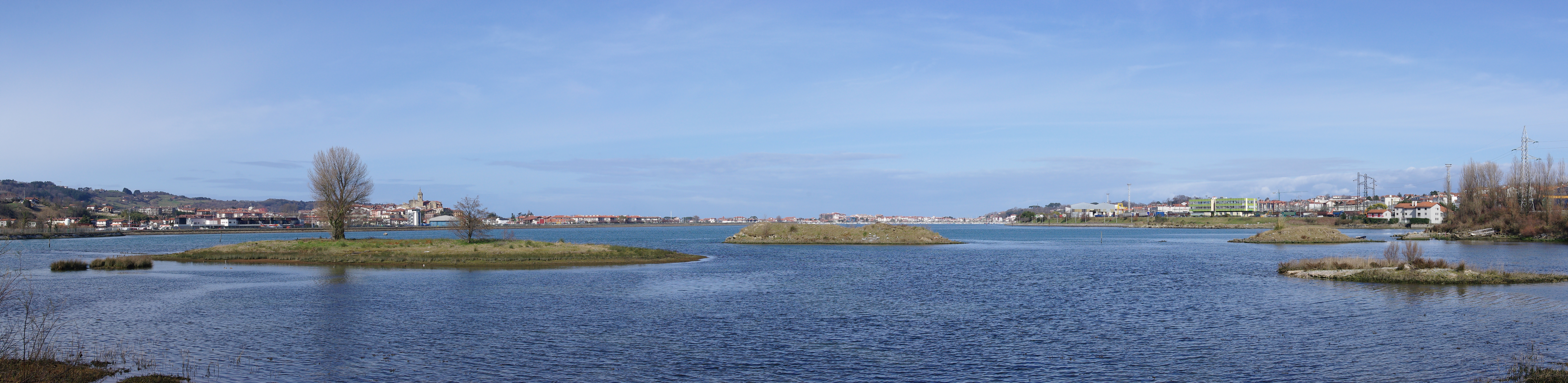
Parco ecologico di Plaiaundi.

### I dintorni
- A 3 km Hendaye, città basca francese di confine con l'elegante sobborgo di Hendaye-Plage, noto centro balneare e climatico
- A 4 km Hondarribia, caratteristica città fortezza medievale
- A 29 km Biarritz, notissima città balneare, climatica e idrominerale francese

## Feste
Le più importanti feste di Irun sono le Fiestas de San Pedro y San Marcial considerate de Interès turistico nacional che si svolgono nell'ultima settimana di giugno e si concludono il 30 giugno con l'Aralde de San Marcial che ricorda la battaglia omonima del 30 giugno 1522. Da tutti i quartieri partono gruppi di uomini in uniforme e armati che sfilano seguiti da una cantinera o dama de honor al suono dei tamburi per le vie della città fino a convergere in una piazza, dove arriva poi a cavallo il "generale" accolto da spari e salve d'artiglieria. Le compagnie riunite sfilano al suono della banda di nuovo fino al monte di San Marcial nella cui ermita si celebra la messa, finita la quale le "milizie" fanno una merenda campestre e poi tornano assieme in città sempre sfilando con banda e tamborradafino alla piazza dove il generale ordina il rompete le file e la festa continua non più a carattere militare ma giocoso con la partecipazione anche delle donne.
- San Pedro y San Marcial. Alarde de Irún, su sanmarcial.eu. URL consultato il 21 marzo 2009 (archiviato dall'url originale il 14 settembre 2009).